# Architis amazonica
Architis amazonica là một loài nhện trong họ Pisauridae. Chúng được Eugène Simon miêu tả năm 1898.